# La La La (chanson de Naughty Boy)
Pour les articles homonymes, voir La La La.
Singles de Naughty Boy
Wonder
(2012) Lifted
(2013)
Singles par Sam Smith
Lay Me Down
(2013) Safe With Me
(2013)
La La La est un single musical de Naughty Boy en collaboration avec le chanteur Sam Smith. Il est extrait de son premier album studio Hotel Cabana sorti en 2013.

## Clip vidéo
Le clip vidéo, réalisé par Ian Pons Jewell, est tourné en quatre jours à La Paz, Salar de Uyuni et Potosí (Cerro Rico) en Bolivie. Il s'inspire librement d'une légende liée à El Tio, ainsi que du livre Le Magicien d'Oz.
Cette légende raconte l'histoire d'un jeune garçon sourd qui aurait le pouvoir de voir les maux des gens et de les guérir par ses cris. Ce garçon aurait fui son domicile à cause de mauvais traitements et des médicaments. Il se serait mis à vagabonder et aurait trouvé un chien errant qui l'aurait ensuite accompagné dans tous ses déplacements. Ensemble, ils auraient rencontré un homme conspué et lapidé par une population de villageois. Par ses cris guérisseurs, l'enfant aurait sauvé l'homme de la mort en lui offrant un nouveau cœur. L'enfant, l'homme et le chien auraient ensuite fait la rencontre d'un homme défiguré, vraisemblablement par la peste. 
Mais ce dernier explique qu'il aurait reçu un châtiment du démon El Tio, divinité du monde souterrain et minier, à qui la population doit faire des offrandes en échange de protection. Tous ceux qui n'honorent pas ce dieu se voient maudits, à l'exception de ceux qui sont insensibles aux sons. L'homme défiguré, qui prétend savoir où se situe la grotte dans laquelle se cache El Tio, aurait ensuite conduit le jeune garçon et ses accompagnateurs jusqu'à l'entrée de cette grotte. Mais seul le jeune garçon aurait pénétré dans la grotte grâce à sa surdité qui le protège des menaces d'El Tio. Son acte peut-être ainsi perçu comme une forme de sacrifice auprès d'El Tio afin de protéger les autres mineurs.
Dans le clip vidéo, le premier homme se fait conspuer par les danseuses du club de musculation où il travaille. Le jeune garçon ne lui répare pas son cœur par ses cris, mais il lui en achète un auprès d'un marchand ambulant. Enfin, le visage de l'homme défiguré n'apparaît pas explicitement car il est masqué par un déguisement d'éléphant. Mais ce masque fait référence à Elephant Man dans lequel un homme défiguré se cache sous un masque.
Sur YouTube, le clip vidéo atteint 1 milliard de vues en mai 2020.

## Classement hebdomadaire
| Classement (2013)                       | Meilleure position |
| --------------------------------------- | ------------------ |
| Allemagne (Media Control AG)            | 2                  |
| Australie (ARIA)                        | 5                  |
| Autriche (Ö3 Austria Top 40)            | 3                  |
| Belgique (Flandre Ultratop 50 Singles)  | 3                  |
| Belgique (Wallonie Ultratop 50 Singles) | 5                  |
| Danemark (Tracklisten)                  | 2                  |
| Écosse (OCC)                            | 1                  |
| Espagne (PROMUSICAE)                    | 4                  |
| Finlande (Suomen virallinen lista)      | 2                  |
| France (SNEP)                           | 6                  |
| Grèce                                   | 1                  |
| Hongrie (Rádiós Top 40)                 | 2                  |
| Hongrie (Dance Top 40)                  | 6                  |
| Hongrie (Single Top 40)                 | 20                 |
| Irlande (IRMA)                          | 3                  |
| Islande (Tónlist)                       | 6                  |
| Italie (FIMI)                           | 1                  |
| Liban (Lebanese Top 20)                 | 1                  |
| Norvège (VG-lista)                      | 2                  |
| Nouvelle-Zélande (RMNZ)                 | 5                  |
| Pays-Bas (Nederlandse Top 40)           | 4                  |
| Pologne (Dance Top 50)                  | 19                 |
| Portugal (digital songs)                | 2                  |
| Tchéquie (IFPI Rádio)                   | 1                  |
| Roumanie (Top 100)                      | 2                  |
| Royaume-Uni (UK Singles Chart)          | 1                  |
| Russie (Top 100 airplay)                | 1                  |
| Slovaquie (IFPI Rádio)                  | 2                  |
| Suède (Sverigetopplistan)               | 13                 |
| Suisse (Schweizer Hitparade)            | 2                  |
| Ukraine (FDR top 40)                    | 2                  |

### Certifications
| Pays             | Organisme | Certification | Vente   |
| ---------------- | --------- | ------------- | ------- |
| Allemagne        | BVMI      | Or            | 150 000 |
| Australie        | ARIA      | 2 × Platine   | 140 000 |
| Danemark         | IFPI      | 3 × Platine   | 90 000  |
| Italie           | FIMI      | Platine       | 30 000  |
| Nouvelle-Zélande | RIANZ     | Platine       | 15 000  |
| Royaume-Uni      | BPI       | Platine       | 600 000 |
| Suède            | GLF       | Platine       | 40 000  |
| Suisse           | IFPI      | Platine       | 20 000  |